# Rio Amara
O Rio Amara é um rio da Romênia afluente do rio Jijioara, localizado no distrito de Iaşi.